# Chris Eckman
Chris Eckman (Seattle, 1960) è un cantautore e musicista statunitense.

## Biografia
Nel 1983 conosce Carla Torgerson in un campus estivo a Walla Walla. L'anno seguente decidono entrambi di trasferirsi a Seattle dove assieme ai suoi fratelli forma la prima formazione dei Walkabouts, gruppo del quale fa parte tuttora. Assieme a Carla Torgerson dà vita al progetto parallelo prettamente acustico, Chris & Carla, che porterà alla pubblicazione di 3 album in studio ed alcuni live.
La prima pubblicazione da solista avviene nel 2000 con l'album A Janela realizzato con la collaborazione degli altri componenti del gruppo e registrato principalmente in Portogallo durante un tour. Nel 2001 con Al DeLoner dei Midnight Choir pubblica l'album The Damage Suite' a nome Höst.
Successivamente si trasferisce in Europa a Lubiana, pubblica il secondo album da solista The Black Field.
In questi anni conosce il poeta sloveno Dane Zajc, morto nel 2005. Alcune sue poesie tradotte in inglese sono poi diventate canzoni e pubblicate nel 2008 nell'album The Last Side Of The Mountain.
Nel 2007 con Chris Brokaw e Hugo Race forma il gruppo Dirtmusic con il quale pubblica 2 dischi, il secondo dei quali apprezzato dalla critica per la sua fusione del rock-blues occidentale con quello desertico del Mali.
Eckman, è stato insignito del premio "Uomo di cultura sloveno dell'anno" per il suo album The Last Side of the Mountain.
Nel 2009 pubblica il 45 giri in vinile Grand Theft Auto/The Dead Children Song in edizione limitata e autografata a mano insieme a Giancarlo Frigieri, dove i due interpretano l'uno un brano dell'altro. Il disco esce per la Black Candy Records di Firenze ed è supportato da un paio di concerti italiani, unica occasione per reperire il vinile.
Nel 2010 produce il primo album dei Tamikrest, oltre ai concerti con i Dirtmusic parte assieme a Chris Cacavas per un tour europeo che tocca anche l'Italia.
Nel 2011 produce il secondo album dei Tamikrest, realizza una collaborazione con Rupet Huber dei Tosca sotto l'acronimo L/O/N/G/ e si esibisce con Giancarlo Frigieri in unica data italiana.

## Discografia

### Album
- 2000 - A Janela (Glitterhouse)
- 2004 - The Black Field (Glitterhouse)
- 2008 - The Last Side of the Mountain (Glitterhouse)

### Singoli
- 2009 - Grand Theft Auto/The Dead Children Song (Black Candy) con Giancarlo Frigieri